# انتشارات توکیودو

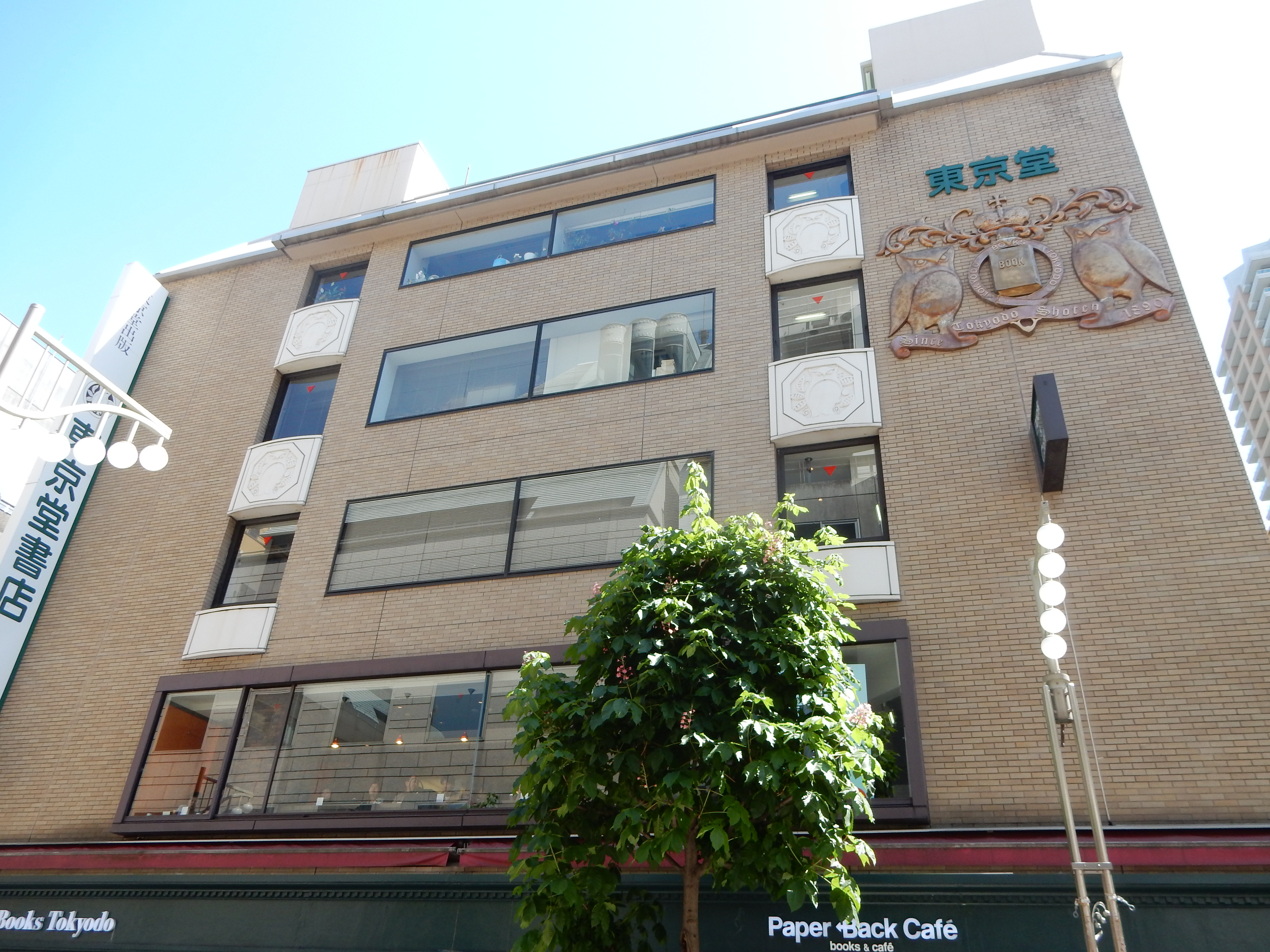
دفتر مرکزی توکیودو شوپان (انتشارات توکیو دو)، واقع در ۱–۱۷ کاندا-جینبوچو، چیودا-کو، توکیو، ژاپن

انتشارات توکیودو (به ژاپنی: 東京堂出版 とうきょうどうしゅっぱん)، یک شرکت چاپ و نشر ژاپنی واقع در چیودا-کو، توکیو است.

## تاریخ
- ۱۸۹۰ (میجی 23) - توکیودو تأسیس شد. تجارت خرده فروشی را اداره می‌کرد. سال بعد او یک آژانس کتاب و انتشارات راه اندازی کرد.
- ۱۹۴۱ (شووا 16) - توزیع داخلی کتاب و به شرکت توزیع انتشارات Nippon, Ltd. متحد شد و تجارت آژانس به پایان رسید.
- ۱۹۶۴ (شووا 39) - به دو انتشارات توکیودو و توکیودو شوتن جدا شد و مستقل شد.